# Relaciones Estados Unidos-Sierra Leona
Las relaciones Estados Unidos-Sierra Leona son las relaciones diplomáticas entre Estados Unidos y Sierra Leona.

## Historia

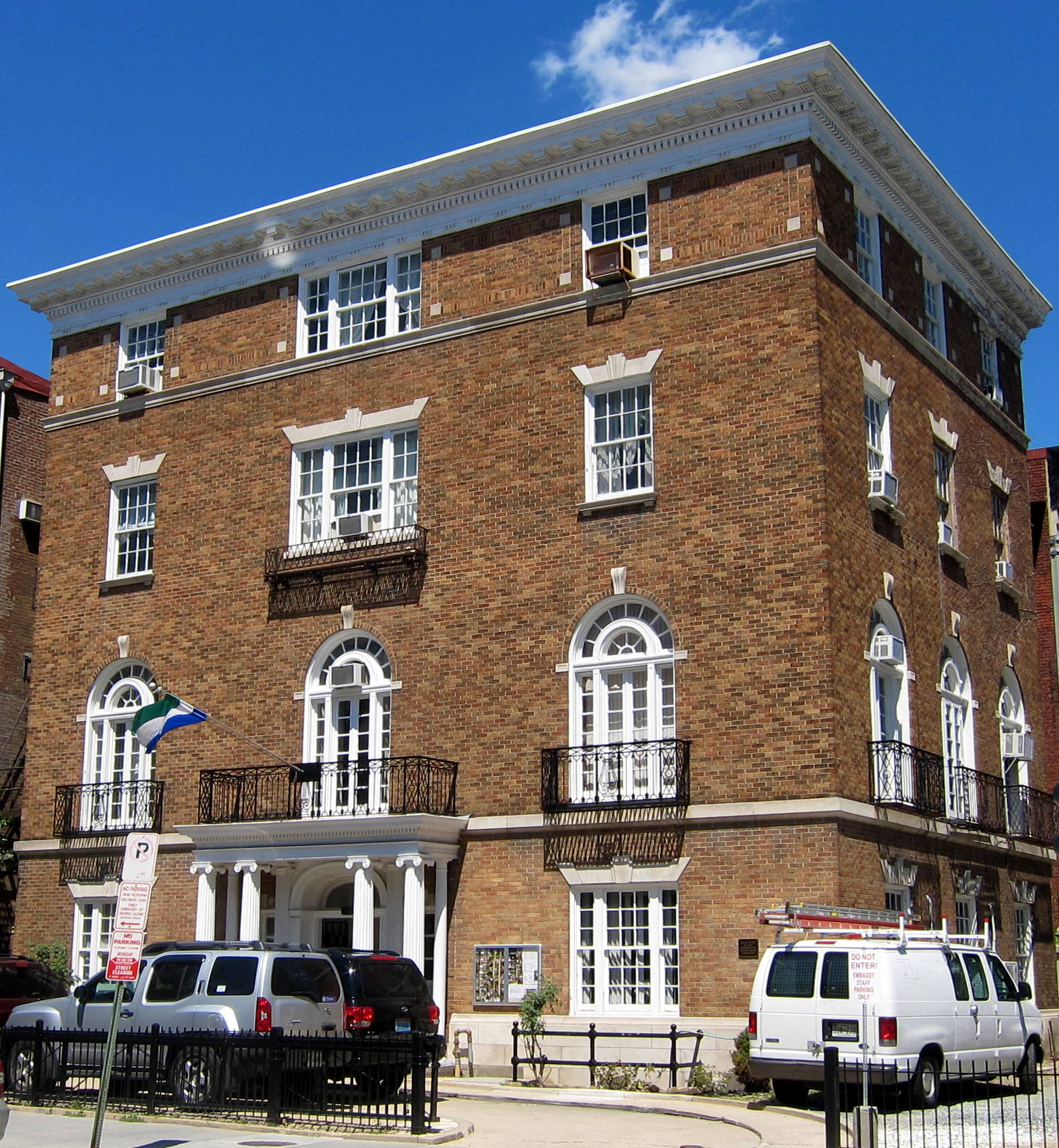
Embajada de Sierra Leona en Washington D. C.

Las relaciones de Estados Unidos con Sierra Leona comenzaron con actividades misioneras en el siglo XIX. En 1959, los Estados Unidos abrieron un consulado en Freetown y lo elevaron a embajada cuando Sierra Leona se independizó en 1961. Las relaciones entre Estados Unidos y Sierra Leona de hoy son cordiales, con vínculos étnicos entre grupos. En los dos países que reciben un interés histórico creciente. Muchos miles de sierraleoneses residen en los Estados Unidos. En el año fiscal 2006, la ayuda bilateral total de los Estados Unidos a Sierra Leona en todas las categorías fue de $ 29,538 millones. La asistencia de los Estados Unidos se centró en la consolidación de la paz, la democracia y los derechos humanos, la educación para la salud, en particular la lucha contra el VIH / sida y el desarrollo de los recursos humanos.
A partir de marzo de 2014, el embajador de los Estados Unidos en Sierra Leona fue John Hoover. El embajador de Sierra Leona en los Estados Unidos es H. E. Bockari Kortu Stevens y la embajada de Sierra Leona se encuentra en Washington.